# Onthophagus alcyonides
Onthophagus alcyonides là một loài bọ cánh cứng trong họ Bọ hung (Scarabaeidae).